# Біндал
Біндал — комуна в історичному регіоні Гельґеланн у найпівденнішій частині фюльке Нурланна в Норвегії. Межує з чотирма комунами фюльке Нур-Тренделаг: Гейланнет і Нерей на півдні, Намсскуган на південному сході та Лека на заході, і трьома комунами фюльке Нурланна: Семна, Бренней і Гране.
У 1838 році прарафія Біндал була розділена на дві комуни, оскільки до парафії входили землі двох фюльке: Нурланна і Нур-Тренделаг . За новим законодавством комуна мала знаходиться в межах одного фюльке, отже парафію розділиои на дві частини: Нурбіндален і Сербіндален 1852 року межу фюльке було пересунуто на південь на її сучасне місце розташування і комуни Нурбіндален і Сербіндален були об'єднані в одну.

## Загальна інформація

### Назва
Давньонорвезька назва регіону була Birnudalr. Перша частина назви — родовий відмінок назви річки Birna (нині Åbjøra), закінчення — слово Dalr, яке означає долина. Назва річки походить від слова birna, що означає ведмедиця .

### Герб
Комуна має сучасний герб, прийнятий 1990 року. На гербі зображено 6 заклепок, які символізують суднобудування в комуні.

## Географія
На узбережжі комуна простягається до гір у напрямку до озера Маяватнет Геїлгорнет — найвища гора на території комуни (висота 1058 м) . Так само на території комуни знаходиться частина озера Ейдеватнет (Друга частина знаходиться в комуні Бренней).

## Економіка
Найважливішими галузями виробництва в Біндалі є сільське господарство і лісівництво. Найбільшим виробництвом є завод з виробництва дверей, що нараховує в своєму штаті близько 130 співробітників. У Біндалі також присутня традиційна індустрія суднобудування.

## Культура
Щорічно в останні вихідні червня в селі Террок. Проходять традиційні човнові перегони на Нурланнських човнах (Nordland boats).

## Освіта
У Біндалі розташовані три школи, дві з них є незалежними і непідпорядковані адміністрації комуни.
- школа Террока (норв. Terråk skole — розташована в Терроку. Це найбільша школа в Біндалі, в ній навчаються близько 100 учнів. У школі є класи з 1-го д 10-го.
- Незалежна школа Х'єлла норв. Kjella friskole — розташована в Сергорсфіорді[fr] Є класи з 1-го до 10-го.
- Незалежна школа Біндалсеідета (норв. Bindalseidet friskole — розташована в Біндалсеїдеті[nn] У школі є класи з 1-го до 10-го.